# Brévillers (Passo de Calais)
Brévillers é uma comuna francesa na região administrativa de Altos da França, no departamento de Passo de Calais. Estende-se por uma área de 3,03 km². Em 2010 a comuna tinha 162 habitantes (densidade: 53,5 hab./km²).